# Catocala titania
Catocala titania är en fjärilsart som beskrevs av Carroll William Dodge 1900. Catocala titania ingår i släktet Catocala och familjen nattflyn. Inga underarter finns listade i Catalogue of Life.